# Eridolius alacer
Eridolius alacer là một loài tò vò trong họ Ichneumonidae.